# Bitstream Vera

El pangrama clásico usando la fuente letras Vera Sans.

Bitstream Vera es un tipo de letra (mal llamado fuente) con licencia libre.
Fue diseñada por Jim Lyles de Bitstream, y está estrechamente basada en «Prima» de Bitstream, de la cual Lyles era también responsable.
La tipografía también ha sido reempaquetada como PostScript Type 1 para usuarios de LaTeX, llamada «Bera».
Aunque Vera por sí misma cubre sólo la puntuación común y el alfabeto latino con algunas diacríticas, su licencia permite a otros hacer y distribuir trabajos derivados con algunas restricciones, y el proyecto de Fuentes DejaVu lo amplía con glifos adicionales.
Vera consiste en letras tipo serif, sans-serif y monoespaciado, como sigue:

Actualmente, las tipografías DejaVu —derivadas de Bitstream Vera— son las tipografías utilizadas de manera predeterminada en la interfaz de muchos sistemas operativos GNU/Linux.